# Rörtjärnen (Haverö socken, Medelpad, 693218-145303)
Rörtjärnen är en sjö i Ånge kommun i Medelpad och ingår i Ljungans huvudavrinningsområde. Sjöns area är 0,02 kvadratkilometer och den befinner sig 275 meter över havet.